# Marco Meijer
Marco Meijer is een Nederlandse scheidsrechter in het darten. Hij stond op WK’s in Lakeside. Ook is hij van dienst bij wedstrijden op de Dutch Open en NDB rankingen.